# 沙沃农
沙沃农（法語：Chavenon，法語發音：[ʃavnɔ̃]）是法国阿列省的一个市镇，位于该省中部偏西，属于蒙吕松区。

## 地理
沙沃农（46°24'50"N, 2°56'47"E）面积17.47 平方千米，位于法国奥弗涅-罗讷-阿尔卑斯大区阿列省，该省份为法国中部省份，北起涅夫勒省、西北接谢尔省，西南至克勒兹省，南至多姆山省，东南临卢瓦尔省，东临索恩-卢瓦尔省。
与沙沃农接壤的市镇（或旧市镇、城区）包括：比克西耶尔莱米讷、沙普、米拉、圣索尔南。

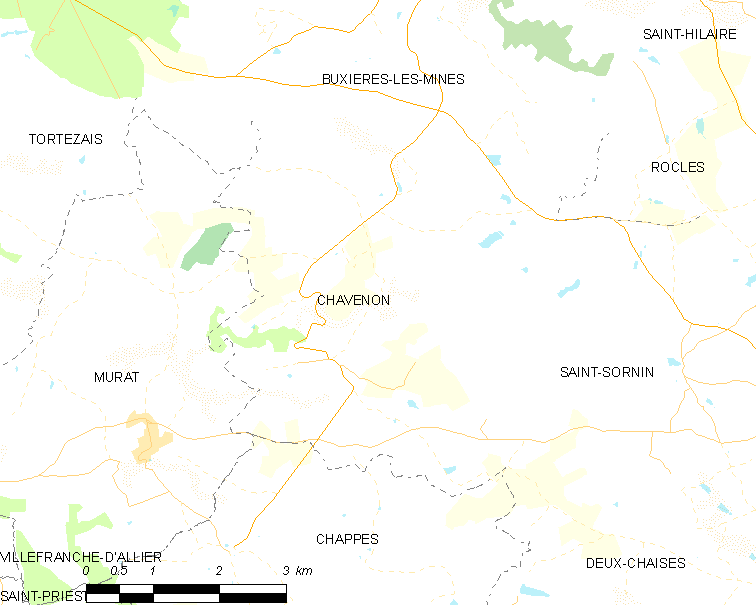
沙沃农的OSM定位图

沙沃农的时区为UTC+01:00、UTC+02:00（夏令时）。

## 行政
沙沃农的邮政编码为03440，INSEE市镇编码为03070。

## 政治
沙沃农所属的省级选区为科芒特里县。

## 人口

1962-2008年间沙沃农人口变化图示

沙沃农于2022年1月1日时的人口数量为139人。